# NGC 4737
NGC 4737 is een spiraalvormig sterrenstelsel in het sterrenbeeld Jachthonden. Het hemelobject werd op 2 januari 1786 ontdekt door de Duits-Britse astronoom William Herschel.

## Synoniemen
- MCG 6-28-36
- ZWG 188.25
- NPM1G +34.0263
- PGC 43490